# 滝波章弘
滝波 章弘（たきなみ あきひろ、1967年 - ）は、日本の地理学、文化史学者、首都大学東京准教授。

## 人物
神奈川県出身。アリアンス・フランセーズ・パリ校、慶應義塾大学文学部卒、1996年京都大学大学院文学研究科博士課程修了、「ツーリズムの空間表現 -日本とフランスにみる空間の分解と体系化」で文学博士。ジュネーブ大学経済社会学部で学ぶ。高知大学人文学部助教授、首都大学東京准教授。専門は地理学・文化研究。

## 著書
- 『遠い風景　ツーリズムの視線』京都大学学術出版会 2005年
- 『＜領域化＞する空間　多文化フランスを記述する』九州大学出版会、2014

## 参考
- ISBN 4798501190